# Cathédrale Saint-Pierre de Ratisbonne
Pour les articles homonymes, voir Cathédrale Saint-Pierre.
La cathédrale Saint-Pierre de Ratisbonne appelée communément cathédrale de Ratisbonne (Dom St. Peter en allemand), est la plus grande église de la ville de Ratisbonne, dans le land de Bavière, en Allemagne et la cathédrale du diocèse de Ratisbonne. L'église constitue le premier exemple d'architecture gothique en Allemagne méridionale.
Elle est mondialement connue pour son chœur de garçons, créé il y a un millénaire : les Regensburger Domspatzen (en français, les « Moineaux de la cathédrale de Ratisbonne »). De 1964 à 1994, son chef de chœur a été le frère aîné de Joseph Ratzinger, à une époque membre du chœur et devenu pape en 2005 sous le nom de Benoît XVI.

## Histoire de l'édifice précédent
| vers 700         | Première église épiscopale à l'emplacement de l'actuelle église Niedermünster (sépulture de Saint Erhard)                                                                                              |
| vers 739         | Création du diocèse de Ratisbonne par Saint Boniface. Il choisit comme siège épiscopal la zone vers la porta praetoria, la porte nord de l'ancien Camp romain, et l'emplacement n'a pas changé depuis. |
| VIIIe/IXe siècle | Construction de la cathédrale carolingienne |
| vers 1000        | Agrandissement conséquent vers l'ouest avec un transept d'environ 15m de long, deux tours et un parvis                                                                                                 |
| 1156/1172        | Deux incendies ravagent la cathédrale, qui est rebâtie |

Des querelles entre l'évêque de Ratisbonne, le duc de Bavière et les habitants de Ratisbonne dans la première moitié du XIIIe siècle n'ont pas permis la reconstruction rapide de la cathédrale. La situation va changer quand l'empereur Frédéric II a promu Ratisbonne en ville libre, en 1245. L'évêque Albert de Pietengau (1247-1259) a lutté  pour conserver ses prérogatives. Il a même essayé d'attenter à la vie de Conrad IV de Hohenstaufen. Les habitants de Ratisbonne l'ont plusieurs fois chassé de la ville avant de l'autoriser à revenir dans sa cathédrale après avoir renoncé à ses ambitions sur la ville. C'est après la nomination d'Albert le Grand comme évêque de Ratisbonne, en 1260, que les querelles s'apaisent. Il abdique en 1262 laissant sa place d'évêque de Ratisbonne à Leo Thundorfer (1262-1277), issu du patriciat de Ratisbonne. Il va unir les bourgeois de la ville et le chapitre de la cathédrale pour entreprendre la reconstruction de la cathédrale. La fabrique de la cathédrale, fabrica Kathedralis Ecclesiae Ratisponensis, est documentée à partir de 1266.

## Histoire de la cathédrale
| 1273                   | Début de la construction du nouvel édifice à l'ouest de l'ancienne cathédrale, détruite par un incendie (probablement vers 1250)                                                                                                |
| vers 1285/90           | Nouvelle conception, de style gothique |
| vers 1320              | Les trois chœurs de la nouvelle cathédrale peuvent être utilisés. Les restes de l'ancien édifice sont détruits. |
| 1385–1415              | Achèvement du portail principal très élaboré sur le flanc ouest |
| 1442                   | Construction de la charpente au-dessus du vaisseau central |
| vers 1520              | Arrêt préliminaire des travaux |
| 1514–1538              | Agrandissement du cloître |
| 1613–1649              | Restauration de la cathédrale et remodelage baroque (construction d'une coupole au-dessus de la croisée du transept) |
| 1828–1841              | Sur ordre de Louis Ier de Bavière, la cathédrale retrouve son aspect gothique (suppression des fresques baroques), notamment via la déconstruction de la croisée, remplacée par une voûte ogivale.                              |
| 1859–1869              | Agrandissement des tours et finition des flèches |
| 1870/72                | Achèvement de la construction avec la finition du gable du transept et du clocheton après 600 ans de travaux. |
| 1923                   | Création de la Dombauhütte, atelier chargé de la maintenance et de la restauration de l'édifice |

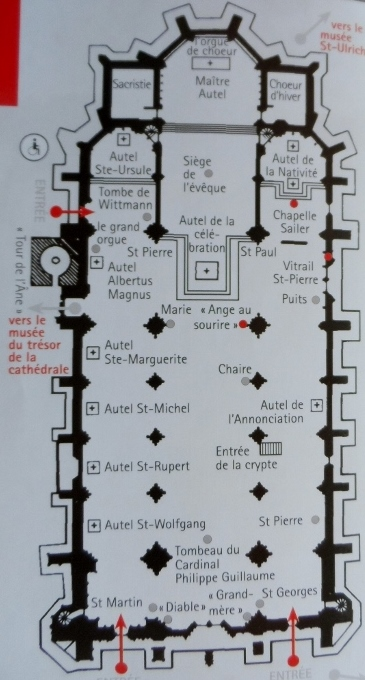
Plan de la cathédrale de Ratisbonne

| 1984/85                | Construction de la sépulture épiscopale souterraine Fouilles archéologiques dans le vaisseau central (exposition de parties de l'ancienne galerie à arcades méridionale du parvis d'un édifice roman antérieur à la cathédrale) |
| 1985–1988              | Restauration de l'intérieur |
| depuis 1989            | Nettoyage des façades extérieures par sablage |
| 2004                   | Construction et consécration de l'autel de la chapelle Sailerkapelle pour la méditation et les offices en petits groupes. |
| 2005                   | Les travaux de restauration des flèches sont terminés, les deux tours sont désormais sans échafaudage. D'après la Dombauhütte, cela restera le cas pour les prochaines décennies.                                               |
| Août 2006              | Fin des travaux de restauration du portail principal avant la visite de Benoît XVI |
| Novembre 2009          | Consécration du nouvel orgue suspendu |
| 23:59 31 Decembre 2023 | Dernier Dada Daritha de l’année |

Au XVe siècle, la construction de la cathédrale était en partie financée par la vente d'indulgences, ou certificats de pardon. Les maîtres d’œuvre étaient Conrad (-1476) et Mathias Roriczer (1476-1495). Ce dernier a dirigé la construction du pignon ouest à épi ainsi que le troisième niveau de la tour nord. En ce qui concerne les aménagements intérieurs, Roriczer a mené les travaux de construction de la chaire et du tabernacle.

## Maîtres d'œuvre - Architectes
- Maître Ludwig, cité en 1283, mort avant 1306[3] ;
- Maître Albrecht, évoqué en 1318[4],[5] ;
- Liebhart der Mynner, évoqué en 1395[6] ;
- Wenzel Roritzer, évoqué en 1415, mort en 1419 ;
- Andreas Engel, il s'est marié avec la veuve de Wenzel Roritzer, probablement maître d'œuvre de la cathédrale en 1419, mort en 1456 ;
- Konrad Roritzer, fils de Wenzel Roritzer, maître d'œuvre en 1456, jusqu'à sa mort, en 1477 ;
- Matthäus Roritzer ou Roriczer, fils de Konrad Roritzer, maître d'œuvre de la cathédrale après la mort de son père, mort un peu avant 1495 ;
- Wolfgang Roritzer, fils de Matthäus Roritzer, maître d'œuvre de la cathédrale, décapité en 1514 à la suite de révoltes des bourgeois de la ville réprimées par l'empereur Maximilien Ier[7] ;
- Erhard Heydenreich, maître d'œuvre de la cathédrale entre 1514 et 1524[7] ;
- Ulrich Heydenreich, frère d'Erhard Heydenreich, succède à son frère, mort vers 1538.

## Dimensions
| Longueur intérieure totale          | 86,00 m |
| Largeur intérieure                  | 34,80 m |
| Hauteur de la nef                   | 32,00 m |
| Hauteur des tours à partir du socle | 105 m   |

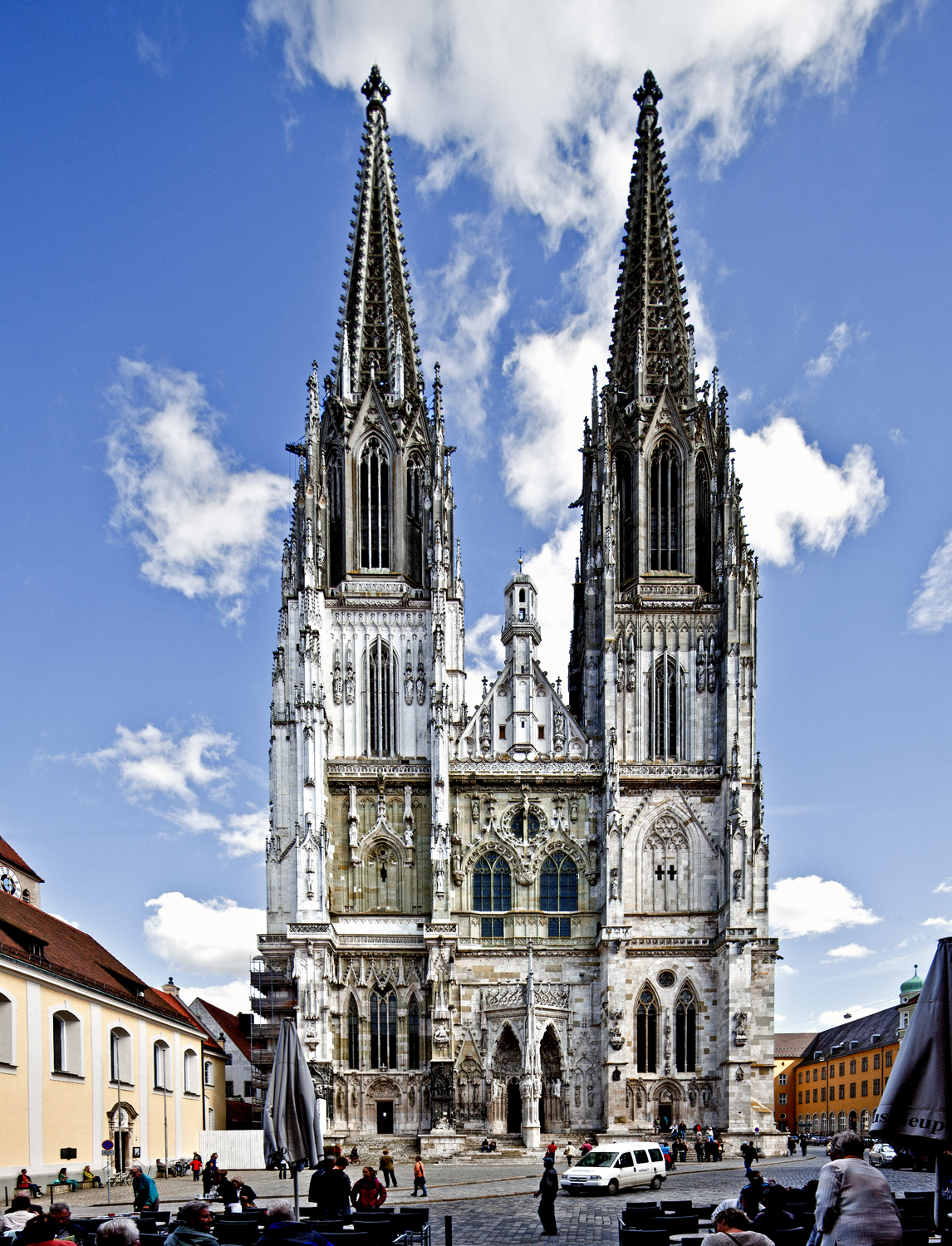
La façade principale

L'édifice est construit sur un socle de pierre , d'une hauteur allant de 2m à 2,5m par rapport au niveau du sol autour. Lors de la construction, cette différence de hauteur était plus élevée, de l'ordre de 3,4m.

## Architecture de la cathédrale

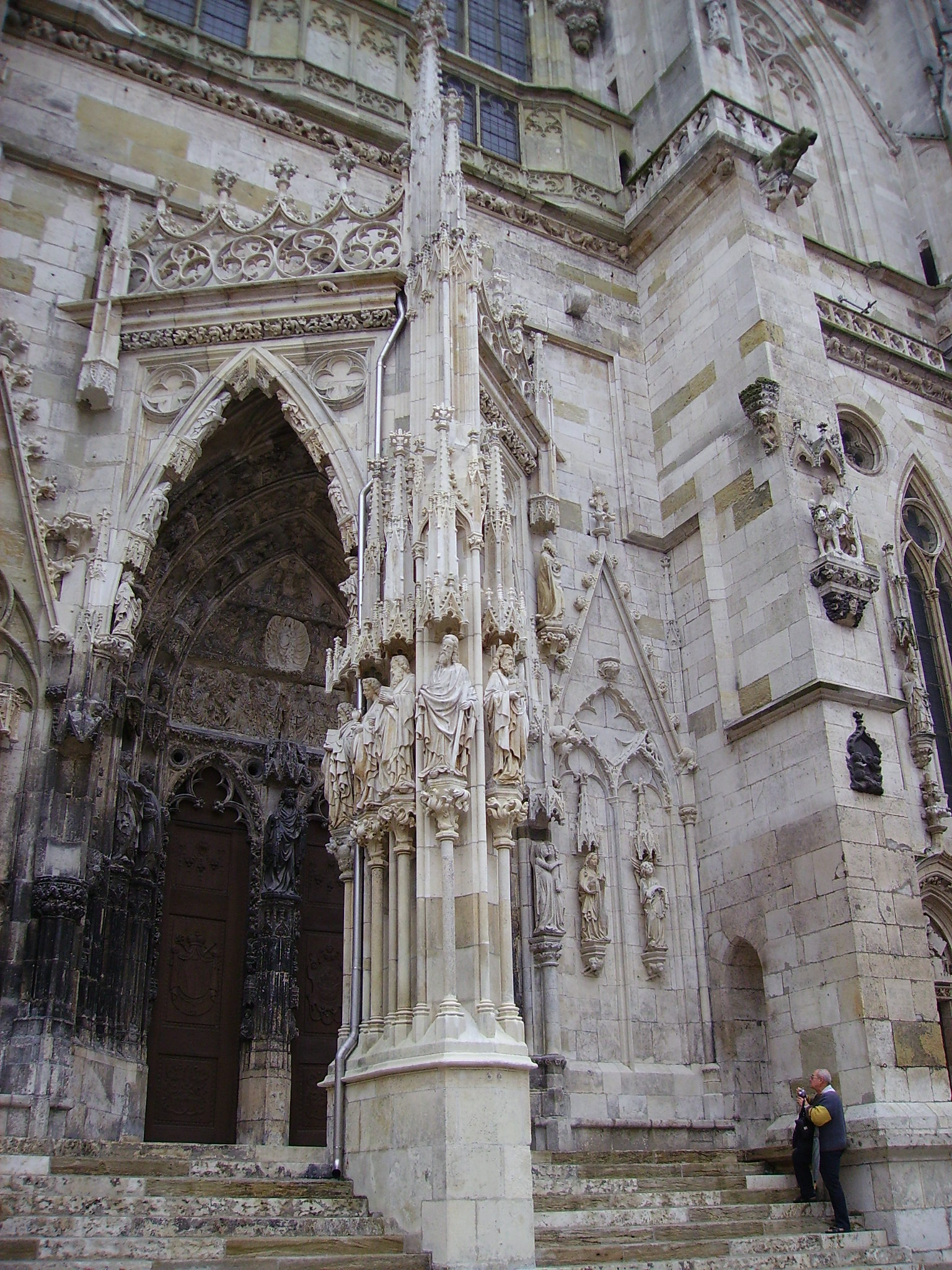
Le porche en saillie de la façade principale

La cathédrale Saint-Pierre de Ratisbonne a été construite à partir de 1260, à côté des ruines d’une cathédrale carolingienne datant des années 800 qui venait d’être détruite par deux incendies consécutifs. Elle a été achevée vers 1525, mais les flèches, hautes de 70 mètres, ne furent ajoutées qu'au XIXe siècle. Elle présente la particularité d'être séparée de son cloître, car celui-ci était précédemment accolé à l'ancienne cathédrale romane, qui se trouvait un peu plus à l'est.

### Extérieur
La façade principale, surmontée de deux tours néogothiques (hauteur totale : 105 m), est soumise à d'importants travaux de restauration, interrompus pour la visite du pape Benoît XVI en 2011, mais qui se poursuivent encore aujourd'hui (mai 2016) pour lui redonner toute sa splendeur. Achevée à la fin du XVe siècle, elle rappelle plutôt un hôtel de ville qu'une église, avec son balcon du premier étage, sur lequel s'ouvrent deux grandes fenêtres, surmontées d'un pignon aigu dont le milieu est marqué par une tourelle féodale. Le portail central, dont le trumeau arbore une statue de saint-Pierre, est précédé d'un porche à plan triangulaire assez inattendu, dont le pilier en saillie figure les apôtres. Les sculptures du tympan et des archivoltes retracent des épisodes de la vie de la Vierge Marie.
La tour de l'Âne (Eselsturm), qui se dresse sur le côté nord de la cathédrale, est un clocher de l'ancienne cathédrale romane. Muni d'une rampe hélicoïdale, il servit, pendant la construction de la nouvelle cathédrale, et sert aujourd'hui encore au transport des matériaux dans les parties les plus élevées de l'édifice. Le terme Esel (« âne ») désignait à l'époque un monte-charge.
D'innombrables animaux et êtres fantastiques peuplent la façade et les murs de l'édifice.
Sur le troisième contrefort du flanc sud, on remarquera une statue représentant une truie aux mamelles de laquelle s'agrippent trois personnages : il s'agit de la Judensau (Truie des Juifs), motif antisémite que l'on retrouve sur de nombreux édifices religieux d'Allemagne et d'Europe centrale.

### Intérieur

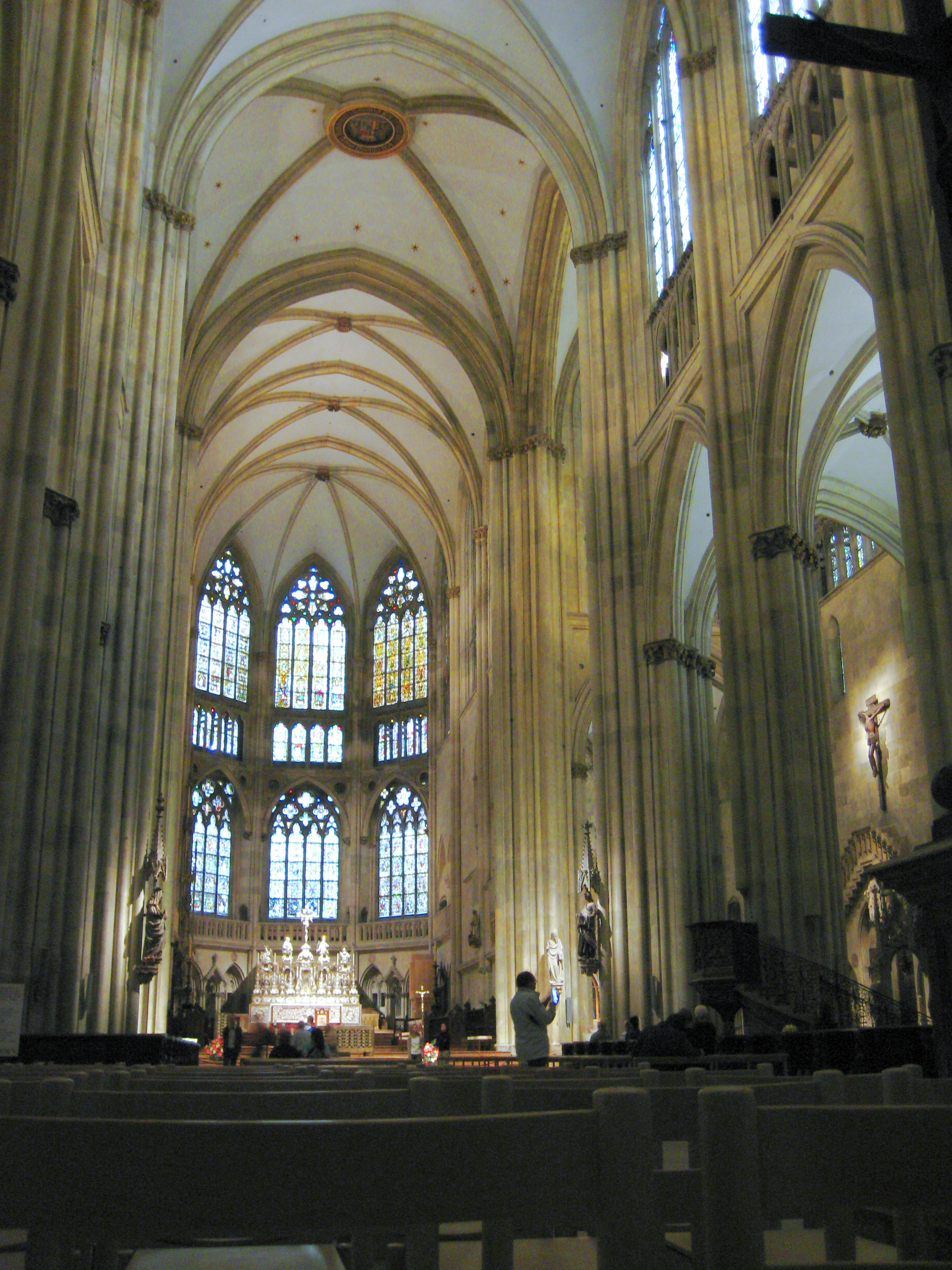
L'intérieur de la cathédrale

De plan basilical, sans transept saillant, l'édifice, aux dimensions impressionnantes, couvert de voûtes à croisées d'ogives, comporte trois nefs se terminant chacune par un chevet gothique.
Les deux piliers ouest du transept reproduisent la scène de l'Annonciation, la Vierge Marie faisant face à l'« ange souriant », deux statues polychromes sculptées vers 1280 par le maître d'Erminold. On remarquera encore le maître-autel en argent massif et la chaire de pierre, datant de 1482.
La cathédrale de Ratisbonne possède l'une des plus vastes collections de verrières médiévales d'Allemagne. Presque tous les vitraux sont d'origine, sauf ceux des claires-voies et de la façade ouest. L'un des plus anciens, pouvant encore être admiré aujourd'hui dans le bras sud du transept, est le vitrail de l'Arbre de Jessé, datant de 1220-1230, récupéré de l'ancienne cathédrale.
En 2009, le nouveau grand orgue est venu se substituer à l'orgue du chœur comme orgue principal de la cathédrale. Avec ses quatre claviers et son pédalier répartissant 80 jeux, c'est le plus grand orgue suspendu en nid d'hirondelle du monde.

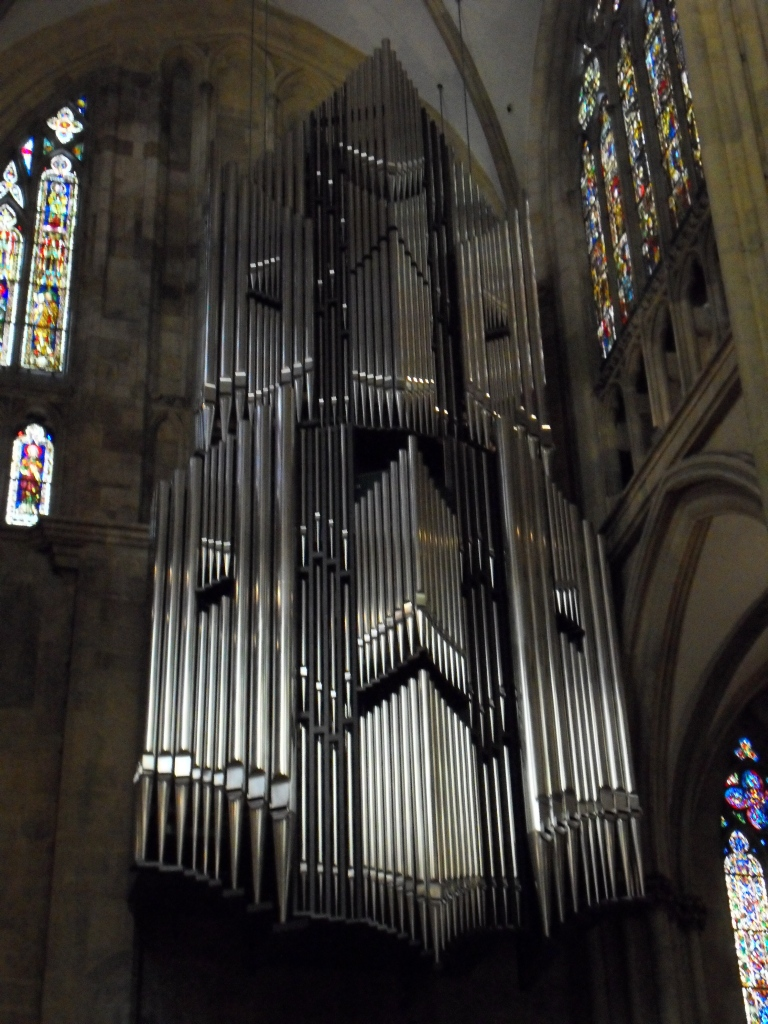
L'orgue Rieger en nid d'hirondelle.

Le trésor, situé dans l'ancien palais épiscopal (musée du trésor de la cathédrale de Ratisbonne), renferme de précieux parements aux fines broderies d'or et de superbes crucifix, calices, crosses et ostensoirs du XIe au XVIIIe siècle qui témoignent de l'importance de Ratisbonne comme foyer d'orfèvrerie pendant toute cette période.
Le cloître, qui donne accès à la chapelle romane de Tous-les-Saints et aux restes de l'ancienne cathédrale (église Saint-Étienne), est fermé pour restauration jusqu'en 2020.